# Mont Kamuiekuuchikaushi
Le mont Kamuiekuuchikaushi (カムイエクウチカウシ山, Kamuiekuuchikaushi-yama) est une montagne de 1 979 m d'altitude située dans les monts Hidaka dans l'île de Hokkaidō au Japon.